# 托雷拉
托雷拉是葡萄牙阿威罗区的一个堂区。总面积32.09平方公里，总人口2495人，人口密度77.8人/平方公里。